# Cabana (Corbera d'Ebre)
La Cabana és una obra de Corbera d'Ebre (Terra Alta) inclosa a l'Inventari del Patrimoni Arquitectònic de Catalunya.

## Descripció
Construcció de pedra seca adossada a un marge. Volta de mig punt rebaixada amb els laterals massissos que funcionen com a contraforts. La part posterior i el terra de la cabana són de pedra viva. Es troba de camí a "la casilla". Aquestes construccions són molt típiques d'aquesta comarca.